# 蒂利·安德烈
蒂利·安德烈（匈牙利語：Tilli Endre，1922年8月15日—1958年8月14日），匈牙利男子击剑运动员。他曾代表匈牙利参加1952年和1956年夏季奥林匹克运动会击剑比赛，共获得二枚铜牌。